# Florida Cup 2017
La Florida Cup 2017 fue la tercera edición de este torneo amistoso de fútbol, disputado por 12 equipos de los cuales 5 fueron brasileños (Bahia, Atlético Mineiro, Vasco da Gama, Corinthians y São Paulo), 2 argentinos (River Plate y Estudiantes), 2 alemanes (Bayer 04 Leverkusen y Wolfsburgo), 1 estadounidense (Tampa Bay Rowdies), 1 ecuatoriano (Barcelona) y 1 colombiano (Millonarios). Al principio, se comentó que Shanghai SIPG jugaría el torneo, sin embargo el club oriental decidió retirarse siendo reemplazado por Colo-Colo, que a su vez fue excluido de este torneo porque el Internacional de Porto Alegre se retiró del torneo, dando como resultado el desarme de la llave donde el equipo Albo salió perjudicado. Los partidos fueron disputados en Orlando, en el ESPN Wide World of Sports Complex y en el Bright House Networks Stadium, en San Petersburgo, en el Al Lang Stadium y en Lauderhill, en el Central Broward Park.

## Formato de juego
Para esta edición se jugó de dos maneras: la primera fue entre duelos de naciones es decir un duelo entre las escuadras de Brasil, Argentina, Alemania y Estados Unidos como se hizo en las dos ediciones anteriores, mientras que el segundo será conocida como duelos de clubes en la cual estarán el resto de equipo que jugarán mínimo dos encuentros hasta conocer al campeón.

## Participantes
12 equipos de los cuales son 5 brasileños (Bahia, Atlético Mineiro, Vasco da Gama, Corinthians, y São Paulo), 2 argentinos (River Plate y Estudiantes), 2 alemanes (Bayer 04 Leverkusen y VfL Wolfsburgo), 1 estadounidense (Tampa Bay Rowdies), 1 ecuatoriano (Barcelona), y 1 colombiano (Millonarios).

## Cuadro de desarrollo

### Eliminatorias
|  |                               |                       |                       |           | Cuartos de final         | Cuartos de final      |       |  | Semifinales | Semifinales |  |  | Final                 | Final |
|  |                               |                       |                       |           |                          |                       |       |  |             |             |  |  |                       |       |
|  |                               |                       |                       |           | 15 de enero - Lauderhill |                       |       |  |             |             |  |  |                       |       |
|  |                               |                       |                       |           |                          |                       |       |  |             |             |  |  |                       |       |
|  | Vasco da Gama                 | 2                     |                       |           |                          |                       |       |  |             |             |  |  |                       |       |
|  | Vasco da Gama                 | 2                     | 18 de enero - Orlando |           |                          |                       |       |  |             |             |  |  |                       |       |
|  |                               |                       | Barcelona             | 1         |                          |                       |       |  |             |             |  |  |                       |       |
|  | Vasco da Gama                 | 1                     | Barcelona             | 1         |                          |                       |       |  |             |             |  |  |                       |       |
|  | Vasco da Gama                 | 1                     | Quinto lugar          |           |                          |                       |       |  |             |             |  |  |                       |       |
|  |                               |                       | Corinthians           | 4         |                          |                       |       |  |             |             |  |  |                       |       |
|  | Barcelona                     | 0                     | Corinthians           | 4         |                          |                       |       |  |             |             |  |  |                       |       |
|  | Barcelona                     | 0                     | 21 de enero - Orlando |           |                          |                       |       |  |             |             |  |  |                       |       |
|  | Millonarios                   | 1                     |                       |           |                          |                       |       |  |             |             |  |  |                       |       |
|  | Millonarios                   | 1                     | Corinthians           | 0 (3)     |                          |                       |       |  |             |             |  |  |                       |       |
|  | 18 de enero - Orlando         | 18 de enero - Orlando | Corinthians           | 0 (3)     | 15 de enero - Orlando    | 15 de enero - Orlando |       |  |             |             |  |  |                       |       |
|  | 18 de enero - Orlando         | 18 de enero - Orlando |                       | São Paulo | 15 de enero - Orlando    | 15 de enero - Orlando | 0 (4) |  |             |             |  |  |                       |       |
|  |                               |                       | River Plate           | São Paulo | 1                        |                       | 0 (4) |  |             |             |  |  |                       |       |
|  | 19 de enero - San Petersburgo |                       | River Plate           |           | 1                        |                       |       |  |             |             |  |  |                       |       |
|  |                               | Millonarios           | 0                     |           |                          |                       |       |  |             |             |  |  |                       |       |
|  | São Paulo                     | Millonarios           | 0                     | 0 (8)     |                          |                       |       |  |             |             |  |  |                       |       |
|  | São Paulo                     |                       | Tercer lugar          | 0 (8)     |                          |                       |       |  |             |             |  |  |                       |       |
|  |                               |                       | River Plate           | 0 (7)     |                          |                       |       |  |             |             |  |  |                       |       |
|  | Vasco da Gama                 | 1                     | River Plate           | 0 (7)     |                          |                       |       |  |             |             |  |  |                       |       |
|  | Vasco da Gama                 | 1                     |                       |           |                          |                       |       |  |             |             |  |  |                       |       |
|  | River Plate                   | 0                     |                       |           |                          |                       |       |  |             |             |  |  |                       |       |
|  | River Plate                   | 0                     |                       |           |                          |                       |       |  |             |             |  |  |                       |       |
|  |                               |                       |                       |           |                          |                       |       |  |             |             |  |  | 21 de enero - Orlando |       |

#### Cuartos de final
| 15 de enero de 2017, 14:00 | Vasco da Gama                 | 2:1 (1:1) | Barcelona           | Central Broward Park, Lauderhill |                               |
|                            | Nenê 30' (pen.) · Rodrigo 81' |           | 20' Washington Vera | Árbitro(s): Andrés Pfefenjorn    | Árbitro(s): Andrés Pfefenjorn |

| 15 de enero de 2017, 14:00 | River Plate     | 1:0 (1:0) | Millonarios | Bright House Networks Stadium, Orlando |                            |
|                            | Lucas Alario 3' |           |             | Árbitro(s): Esteban Rosano             | Árbitro(s): Esteban Rosano |

#### 5° y 6° lugar
| 18 de enero de 2017, 16:30 | Barcelona | 0:1 (0:1) | Millonarios                  | Bright House Networks Stadium, Orlando |                               |
|                            |           |           | 88' Juan Guillermo Domínguez | Árbitro(s): Matthew Miscannon          | Árbitro(s): Matthew Miscannon |

#### Semifinales
| 18 de enero de 2017, 19:00 | Vasco da Gama | 1:4 (1:2) | Corinthians                                                      | Bright House Networks Stadium, Orlando |                            |
|                            | Éder Luís 24' |           | 20' Camacho · 45+1' Marlone · 81' Kazim · 89' Marquinhos Gabriel | Árbitro(s): Esteban Rosano             | Árbitro(s): Esteban Rosano |

| 19 de enero de 2017, 19:00 | São Paulo                                                                                               | 0:0 (8:7 p.)               | River Plate | Al Lang Stadium, San Petersburgo |  |
|                            | |                            | | Árbitro(s): Andrew Musashe       |  |
|                            | | Tiros desde el punto penal | |                                  |  |
|                            | João Schmidt · Cícero · Wesley · Shaylon · Gilberto · Júnior Tavares · Araruna · Diego Lugano · Lucão · |                            | Gonzalo Martínez · Ignacio Fernández · Rodrigo Mora · Sebastián Driussi · Arturo Mina · Joaquín Arzura · Gonzalo Montiel · Camilo Mayada · Matías Moya · |                                  |  |

#### Tercer lugar
| 21 de enero de 2017, 15:15 | Vasco da Gama | 1:0 (0:0) | River Plate | Bright House Networks Stadium, Orlando |                                     |
|                            | Nenê 74'      |           |             | Árbitro(s): Vincent Apple-Chiarella    | Árbitro(s): Vincent Apple-Chiarella |

#### Final
| 21 de enero de 2017, 18:00 | Corinthians                                                            | 0:0 (3:4 p.)               | São Paulo                                                     | Bright House Networks Stadium, Orlando |  |
|                            |                                                                        |                            |                                                               | Árbitro(s): Jonathan Weiner            |  |
|                            |                                                                        | Tiros desde el punto penal |                                                               |                                        |  |
|                            | Fellipe Bastos · Giovanni Augusto · Marcel · Paulo Roberto · Marlone · |                            | João Schmidt · Cícero · Araruna · Júnior Tavares · Gilberto · |                                        |  |

### Campeón
| Florida Cup 2017              |
| ----------------------------- |
| São Paulo Campeón (1° título) |

## Choque de naciones

### Grupos
- Grupo A:  Bayer 04 Leverkusen /  VfL Wolfsburgo
- Grupo B:  Atlético Mineiro /  Bahia
- Grupo C:  Estudiantes /  Tampa Bay Rowdies

#### Grupo C vs. Grupo A
| 8 de enero de 2017, 14:00 | Estudiantes                                                                    | 1:1 (1:0) (2:4 p.)         | Bayer 04 Leverkusen                                                                      | Al Lang Stadium, San Petersburgo    |                                     |
|                           | Elías Umeres 33'                                                               |                            | 70' Sam Schreck                                                                          | Árbitro(s): Vincent Apple-Chiarella | Árbitro(s): Vincent Apple-Chiarella |
|                           |                                                                                | Tiros desde el punto penal |                                                                                          |                                     |                                     |
|                           | Matías Aguirregaray · Leandro González Pírez · Julián Marchioni · Lucas Diarte |                            | Stefan Kießling · Charles Aránguiz · Admir Mehmedi · Julian Brandt · Aleksandar Dragovic |                                     |                                     |

| 8 de enero de 2017, 16:45 | Tampa Bay Rowdies | 0:2 (0:2) | VfL Wolfsburgo         | Al Lang Stadium, San Petersburgo |                            |
|                           |                   |           | 6' 41' Robert Herrmann | Árbitro(s): Jonathan Wener       | Árbitro(s): Jonathan Wener |

#### Grupo A vs. Grupo B
| 11 de enero de 2017, 19:00 | Bayer 04 Leverkusen  | 1:0 (0:0) | Atlético Mineiro | ESPN Wide World of Sports Complex, Orlando |                               |
|                            | Javier Hernández 52' |           |                  | Árbitro(s): Matthew Miscannon              | Árbitro(s): Matthew Miscannon |

| 12 de enero de 2017, 19:00 | VfL Wolfsburgo                                                                        | 0:0 (3:2 p.)               | Bahia                                           | ESPN Wide World of Sports Complex, Orlando |  |
|                            |                                                                                       |                            |                                                 | Árbitro(s): Vincent Apple-Chiarella        |  |
|                            |                                                                                       | Tiros desde el punto penal |                                                 |                                            |  |
|                            | Marcel Reichwein · Marvin Kleihs · Sebastian Wimmer · Nicolas Abdat · Robert Herrmann |                            | Gustavo · Kaynan · Edson · Renato Cajá · Feijão |                                            |  |

#### Grupo B vs. Grupo C
| 14 de enero de 2017, 16:00 | Atlético Mineiro         | 2:0 (1:0) | Tampa Bay Rowdies | Al Lang Stadium, San Petersburgo |                              |
|                            | Leonan 8' · Rodrigão 51' |           |                   | Árbitro(s): Emmanuel Darriba     | Árbitro(s): Emmanuel Darriba |

| 15 de enero de 2017, 16:45 | Bahia | 0:1 (0:0) | Estudiantes      | Bright House Networks Stadium, Orlando |                                |
|                            |       |           | 15' (a.g.) Tinga | Árbitro(s): Andrés Pfefferkorn         | Árbitro(s): Andrés Pfefferkorn |

### Clasificación
En el sistema de choque de naciones se otorgan 3 puntos al equipo ganador, si hay empate, se le otorgan 2 puntos al equipo que gana la serie de penales y 1 punto al perdedor.

#### Por clubes
| Pos. | Club                | Pts | PJ | G | VP | DP | P | GF | GC | Dif |
| ---- | ------------------- | --- | -- | - | -- | -- | - | -- | -- | --- |
| 1°   | Wolfsburgo          | 5   | 2  | 1 | 1  | 0  | 0 | 2  | 0  | +2  |
| 2°   | Bayer 04 Leverkusen | 5   | 2  | 1 | 1  | 0  | 0 | 2  | 1  | +1  |
| 3°   | Estudiantes         | 4   | 2  | 1 | 0  | 1  | 0 | 2  | 1  | +1  |
| 4°   | Atlético Mineiro    | 3   | 2  | 1 | 0  | 0  | 1 | 2  | 1  | +1  |
| 5°   | Bahia               | 1   | 2  | 0 | 0  | 1  | 1 | 0  | 1  | -1  |
| 6°   | Tampa Bay Rowdies   | 0   | 2  | 0 | 0  | 0  | 2 | 0  | 4  | -4  |

Pts.= Puntos; PJ= Partidos jugados; G= Partidos ganados; VP= Victoria por penales; DP= Derrota por penales; P= Partidos perdidos; GF= Goles a favor; GC= Goles en contra; Dif.= Diferencia de gol.
| Florida Cup 2017                   |
| ---------------------------------- |
| VfL Wolfsburgo Campeón (1° título) |

#### Por país
| Pos. | País                       | Pts | PJ | G | VP | DP | P | GF | GC | Dif |
| ---- | -------------------------- | --- | -- | - | -- | -- | - | -- | -- | --- |
| 1°   | Alemania                   | 10  | 4  | 2 | 2  | 0  | 0 | 4  | 1  | +3  |
| 2°   | Brasil                     | 4   | 4  | 1 | 0  | 1  | 2 | 2  | 2  | 0   |
| 3°   | Argentina / Estados Unidos | 4   | 4  | 1 | 0  | 1  | 2 | 2  | 5  | -3  |

Pts=Puntos; PJ=Partidos jugados; G=Partidos ganados; VP=Victoria por penales; DP=Derrota por penales; P=Partidos perdidos; GF=Goles a favor; GC=Goles en contra; Dif=Diferencia de gol.
| Florida Cup 2017             |
| ---------------------------- |
| Alemania Campeón (2° título) |

## Transmisión
- Latinoamérica: Fox Sports (todos los partidos)[6]
- Brasil: SporTV
- Paraguay: Tigo Sports
- Uruguay: VTV
- Ecuador: TC Televisión